# Homaliodendron crassinervium
Homaliodendron crassinervium là một loài rêu trong họ Neckeraceae. Loài này được Thér. mô tả khoa học đầu tiên năm 1919.